# 1. ŽNL Dubrovačko-neretvanska 2006./07.
1. ŽNL Dubrovačko-neretvanska je predstavljala ligu petog stupnja hrvatskog nogometnog prvenstva u sezoni 2006./07. Sudionici ovog natjecanja su nogometni klubovi na području najjužnije hrvatske županije, Dubrovačko-neretvanske. Pobjednik lige ide u doigravanje za viši rang natjecanja 4. HNL – Jug A.  
Prvak je bio "Sokol" iz Dubravke, ali se nije plasirao u viši rang zbog nedostatka uvjeta. Orebić na posljednjem mjestu ispao je u niži rang natjecanja 2. ŽNL Dubrovačko-neretvanska. 

## Sustav natjecanja
U ligi sudjeluje osam klubova, a održava se u periodu jesenske i proljetne polusezone dvokružnim sistemom. Svi klubovi međusobno igraju jedni protiv drugih jednom kao gosti i jednom kao domaćini. Osam klubova je igralo trokružnim liga-sustavom (21 kolo).

## Sudionici
- Croatia – Gabrili
- Gusar – Komin
- Hajduk – Vela Luka
- Maestral – Krvavac
- Orebić – Orebić
- Sokol – Dubravka
- Zmaj – Blato
- Župa dubrovačka – Čibača

## Ljestvica
Napomena: Tablica je netočna (gol-razlika 281:291).
| Poz. | Momčad           | U  | P  | N | I  | G+ | G– | G+/– | Bod. | Nastavak natjecanja ili ispadanje |
| ---- | ---------------- | -- | -- | - | -- | -- | -- | ---- | ---- | --------------------------------- |
| 1.   | Sokol (P)        | 21 | 13 | 3 | 5  | 41 | 28 | +13  | 42   |                                   |
| 2.   | Maestral         | 21 | 11 | 2 | 8  | 40 | 33 | +7   | 35   |                                   |
| 3.   | Croatia Gabrili  | 21 | 10 | 5 | 6  | 39 | 25 | +14  | 35   |                                   |
| 4.   | Župa dubrovačka  | 21 | 8  | 4 | 9  | 33 | 30 | +3   | 28   |                                   |
| 5.   | Zmaj Blato       | 21 | 8  | 2 | 11 | 35 | 42 | −7   | 26   |                                   |
| 6.   | Hajduk Vela Luka | 21 | 7  | 5 | 9  | 31 | 43 | −12  | 26   |                                   |
| 7.   | Gusar            | 21 | 7  | 4 | 10 | 32 | 44 | −12  | 25   |                                   |
| 8.   | Orebić (R)       | 21 | 7  | 1 | 13 | 30 | 46 | −16  | 22   | 2. ŽNL                            |

## Rezultatska križaljka
| kratica | klub                   | CRO | GUS | HAJ | MAE | ORE | SOK | ZMAJ | ŽUD |
| --- | ---------------------- | --- | --- | --- | --- | --- | --- | ---- | --- |
| CRO | Croatia Gabrili        |     |     |     |     |     |     |      |     |
| GUS | Gusar Komin            |     |     |     |     |     |     |      |     |
| HAJ | Hajduk Vela Luka       |     |     |     |     |     |     |      |     |
| MAE | Maestral Krvavac       |     |     |     |     |     |     |      |     |
| ORE | Orebić                 |     |     |     |     |     |     |      |     |
| SOK | Sokol Dubravka         |     |     |     |     |     |     |      |     |
| ZMAJ | Zmaj Blato             |     |     |     |     |     |     |      |     |
| ŽUD | Župa dubrovačka Čibača |     |     |     |     |     |     |      |     |
| |                        |     |     |     |     |     |     |      |     |
| podebljan rezultat - utakmice od 1. do 7. kola (1. utakmica između klubova) te od 15. do 21. kola (3. utakmica između klubova) rezultat normalne debljine - utakmice od 8. do 14. kola (2. utakmica između klubova) rezultat nakošen - nije vidljiv redoslijed odigravanja međusobnih utakmica iz dostupnih izvora rezultat nakošen i smanjen * - iz dostupnih izvora nije uočljiv domaćin susreta prekrižen rezultat - poništena ili brisana utakmica p - utakmica prekinuta 3:0 p.f. / 0:3 p.f. - rezultat 3:0 bez borbe n.i. - nije igrano |                        |     |     |     |     |     |     |      |     |

## Vanjske poveznice
- Facebook stranica ŽNS Dubrovačko - neretvanski
- Županijski nogometni savez Dubrovačko-neretvanske županije